# Теорема Куранта — Фішера
Теорема Куранта — Фішера — теорема про властивість ермітового оператора в гільбертовому просторі функцій. Також називається теоремою про мінімакс.

## Формулювання
{\displaystyle \lambda _{k}=\inf \limits _{L_{k}}\sup \limits _{x\in L_{k}\cap S}{\frac {(Ax,x)}{(x,x)}}}
{\displaystyle A} — лінійний самоспряжений оператор, що діє в скінченновимірному комплексному або дійсному просторі,
{\displaystyle S} — одинична сфера,
{\displaystyle e=e_{1}\dots e_{n}} — ортонормований базис простору {\displaystyle V}, що складається з власних векторів оператора {\displaystyle A},
{\displaystyle \lambda _{k}} — {\displaystyle k}-е власне значення оператора {\displaystyle A} і {\displaystyle \lambda _{1}\leq \lambda _{2}\leq \dots \leq \lambda _{n}}
{\displaystyle L_{k}} — {\displaystyle k}-вимірний підпростір {\displaystyle V}.

## Доведення
{\displaystyle p=n-k+1}, {\displaystyle L_{k}} — {\displaystyle k}-вимірний підпростір {\displaystyle V},{\displaystyle W_{n-k+1}} — лінійна оболонка векторів {\displaystyle e_{k}\dots e_{n}}. {\displaystyle \dim L_{k}+\dim W_{n-k+1}=n+1}. Звідки випливає, що {\displaystyle L_{k}\cap W_{n-k+1}\neq {\varnothing }}. Нехай {\displaystyle x_{0}\in L_{k}\cap W_{n-k+1}} і {\displaystyle \ \|x_{0}\|=1}. Оскільки {\displaystyle \lambda _{k}=\sup \limits _{x\in L_{k}\cap S}(Ax,x),} то {\displaystyle {\frac {(Ax_{0},x_{0})}{(x_{0},x_{0})}}\leq \lambda _{k}}. З іншого боку: так як {\displaystyle x_{0}\in L_{k}} то
{\displaystyle \inf \limits _{x\in L_{k}\cap S}(Ax,x)\leq \lambda _{k}}
{\displaystyle \sup \limits _{L_{k}}\inf \limits _{x\in L_{k}\cap S}(Ax,x)\leq \lambda _{k}}
Рівність досягається при {\displaystyle L_{k}=L({e_{1}\dots e_{k}})}.

## Додатково
Очевидно, що {\displaystyle \sup \limits _{L_{k}}\inf \limits _{x\in L_{k}\cap S}(Ax,x)=\inf \limits _{L_{n-k+1}}\sup \limits _{x\in L_{n-k+1}\cap S}(Ax,x)}.